# Greenfield (Wisconsin)
Greenfield és una població dels Estats Units a l'estat de Wisconsin. Segons el cens del 2000 tenia 35.476 habitants.

## Demografia
Segons el cens del 2000, Greenfield tenia 35.476 habitants, 15.697 habitatges, i 9.167 famílies. La densitat de població era de 1.185,9 habitants per km².
Dels 15.697 habitatges en un 22,6% hi vivien nens de menys de 18 anys, en un 47,3% hi vivien parelles casades, en un 8% dones solteres, i en un 41,6% no eren unitats familiars. En el 34,6% dels habitatges hi vivien persones soles el 14,4% de les quals corresponia a persones de 65 anys o més que vivien soles. El nombre mitjà de persones vivint en cada habitatge era de 2,2 i el nombre mitjà de persones que vivien en cada família era de 2,87.
Per edats la població es repartia de la següent manera: un 18,9% tenia menys de 18 anys, un 8,1% entre 18 i 24, un 28,3% entre 25 i 44, un 24,3% de 45 a 60 i un 20,5% 65 anys o més.
L'edat mediana era de 42 anys. Per cada 100 dones de 18 o més anys hi havia 84,7 homes.
La renda mediana per habitatge era de 44.230 $ i la renda mediana per família de 56.272 $. Els homes tenien una renda mediana de 40.056 $ mentre que les dones 30.212 $. La renda per capita de la població era de 23.755 $. Aproximadament el 3,4% de les famílies i el 4,7% de la població estaven per davall del llindar de pobresa.

## Poblacions més properes
El següent diagrama mostra les poblacions més properes.